# Oak Bluffs
Oak Bluffs é uma vila localizada no condado de Dukes no estado estadounidense de Massachusetts, na ilha de Martha's Vineyard. No Censo de 2010 tinha uma população de 4.527 habitantes e uma densidade populacional de 67,44 pessoas por km².

## Geografia
Oak Bluffs encontra-se localizado nas coordenadas 41° 27′ 26″ N, 70° 33′ 22″ O. Segundo o Departamento do Censo dos Estados Unidos, Oak Bluffs tem uma superfície total de 67.12 km², da qual 18.93 km² correspondem a terra firme e (71.8%) 48.19 km² é água.

## Demografia
Segundo o censo de 2010, tinha 4.527 pessoas residindo em Oak Bluffs. A densidade populacional era de 67,44 hab./km². Dos 4.527 habitantes, Oak Bluffs estava composto pelo 84.12% brancos, o 4.86% eram afroamericanos, o 0.97% eram amerindios, o 1.15% eram asiáticos, o 0.11% eram insulares do Pacífico, o 3.93% eram de outras raças e o 4.86% pertenciam a duas ou mais raças. Do total da população o 2.43% eram hispanos ou latinos de qualquer raça.